# درختك
درختك (بالفارسية: درختک) هي قرية تقع في قسم ورزق الريفي في إيران. يقدر عدد سكانها بـ 380 نسمة بحسب إحصاء 2016.